# Daniel García Gutiérrez
Daniel García Gutiérrez (Badalona, Barcelona, 12 de diciembre de 1975) es un exbaloncestista español que medía 2,09 m y cuya posición en la cancha era la de pívot. Formado en las categorías inferiores del Joventut de Badalona, donde debuta en la ACB la temporada 1993-94, forma parte del equipo que se proclama campeón de Europa en el año 1994. Jugador con gran técnica individual, uno de los primeros jugadores en jugar como 4 abierto . Después jugaría en diversos equipos, dándose la negativa circunstancia de haber descendido con cuatro equipos distintos desde la liga ACB a LEB.

## Clubes
- Cantera Escola Cultural Badalona.
- Joventut Badalona. Categorías inferiores.
- 1993-94 Primera División. C.B. Sant Josep Badalona.
- 1993-94 ACB. 7Up Joventut.
- 1994-95 EBA. Sant Josep Badalona.
- 1994-99 ACB. Joventut de Badalona.
- 1999-00 ACB. TDK Manresa. Entra por Perry Carter.
- 2000-01 ACB. Tau Cerámica.
- 2001-02 ACB. Cantabria Lobos. Entra por Carlos Rodríguez en enero.
- 2001-02 LEB. Lucentum Alicante.
- 2002-03 ACB. Cáceres CB
- 2003-04 ACB. Baloncesto Fuenlabrada.
- 2004-07 LEB. CB León.
- 2007-08 ACB. CB León.(Cortado en abril)

## Internacionalidades
- Selección de España Juvenil.
- Selección de España sub-22.
- Selección de España.

## Palmarés
- 1989-90 Campeonato de España Cadete. Joventut Badalona. Campeón.
- 1991 Eurobasket Juvenil. Selección de España Juvenil. Medalla de Bronce.
- 1993-94 Liga Europea. 7Up Joventut. Campeón.
- 1996-97 Copa del Rey. Festina Joventut. Campeón.
- 2000-01 Euroleague. Tau Cerámica. Subcampeón. Kinder Bolonia.